# 呉潤宇
呉 潤宇（ご じゅんう Go Junu、ハンドルネーム「ごくう」Gokuu ）は、日本で活躍している上海出身の似顔絵イラストレーター。

## 略歴
小学生頃、「塑像民芸家・面人趙」趙闊明に従師。
来日後、慶應義塾大学にて美学・美術史を学び、その傍らに漫画家伊万里すみ子と玖珂みのおに従師。
以来、DTPデザイナー、Webデザイナーを経てフリーイラストレーターとなる。2005年以降、似顔絵キャラクターと似顔絵ウェルカムボードをオンライン受注制作する「the Digital Portrait Studio Gokuu」（現在名「スタジオゴクウ【似顔絵.COM】」）を設立し運営している。伝統中国絵画に代表される「写実性」と、北斎の版画をはじめ、漫画アニメ文化に代表される日本ならではの「簡潔性」を融合した持ち味を目指している。

## 主な掲載作品・人物画・キャラクターデザイン
- サントリー株式会社「サントリー とっておき果実酒 製品紹介WEBページ」トータルデザイン、製品トップイラスト制作
- サントリーフラワーズ株式会社「サントリーフラワーズ 花とおしゃべり ON LINE」トータルデザイン、製品トップイラスト制作
- 講談社「TOKYO★1週間」　「午前3時の東京大阪名古屋カップル白書」挿絵イラスト制作
- 講談社「大学 教養の日本語 Basic」（著者：大野純子）の挿絵イラスト制作
- 本田技研工業株式会社「Edy_Card」カタログイラスト制作
- 『10分でできる!簡単!スピード年賀状』年賀イラスト
- ソフトバンククリエイティブ株式会社（旧社名：SOFTBANK Publishing Inc.）
- 株式会社サーチナ「中国情報局」開局記念イラスト制作
- フィールズ株式会社　パチンコ企画用芸能人似顔絵キャラクターデザイン制作
- 美しい似顔絵を制作理念とする結婚式似顔絵ウェルカムボード制作 【似顔絵.COM】(2007 - )